# ライン＝ネッカー広域連合
ライン＝ネッカー広域連合 またはライン＝ネッカー大都市圏 あるいはライン＝ネッカー三角 (ドイツ語: Region Rhein-Neckar, Metropolregion Rhein-Neckar, Rhein-Neckar-Dreieck; アレマン語: D' Region Ryy-Necker, Metropolregion Ryy-Necker) は、バーデン＝ヴュルテンベルク州、ラインラント＝プファルツ州、ヘッセン州の3州にまたがる人口密集地域であると同時に、計画地域である。
人口240万人のドイツで7番目に大きな経済圏であり、2005年4月28日からヨーロッパ大都市圏の一つに数えられる。

## 住民構成
高地ドイツ語のうち上部ドイツ語に属する南フランケン語（上部フランケン語）を言語にするフランケン人が定住するシュパイアー、ハイデルベルクや、中部ドイツ語のうちライン・フランケン語に属するライン・フランケン語系プファルツ語に属するクーアプファルツ語を言語にするマンハイム、ヴォルムス、ルートヴィヒスハーフェン・アム・ライン、ベルクシュトラーセ郡などに分類される。

## 地名の由来
この名称は、この地域を流れる2つの川、ライン川とネッカー川に由来する。ネッカー川はマンハイム近郊でライン川に合流する。ライン地溝帯およびその周辺地区への入植と河川交通は、何世紀にもおよび、文化的・社会的・経済的な構造強化に貢献している。

## 範囲
ライン＝ネッカー広域連合には、大都市であるマンハイム、ルートヴィヒスハーフェン・アム・ライン、ハイデルベルクとその周辺地域が含まれる。2006年1月1日からは、ネッカー＝オーデンヴァルト郡や南プファルツ地方がこれに加わった。この地域は主に、歴史上のプファルツ選帝侯領の中心部にあたる。このため、現在は3つの州に分割されているものの、親密な社会文化的関係が保たれている。今後、カールスルーエおよびライン川中・上流域との連携がバーデン＝ヴュルテンベルク側から要望されている。

### 都市と郡
ライン＝ネッカー広域連合は、以下の郡および郡独立市からなる。
バーデン＝ヴュルテンベルク州
マンハイム
ハイデルベルク
ライン＝ネッカー郡
ネッカー＝オーデンヴァルト郡
ヘッセン州
ベルクシュトラーセ郡
ラインラント＝プファルツ州
ルートヴィヒスハーフェン・アム・ライン
フランケンタール (プファルツ)
ランダウ・イン・デア・プファルツ
ノイシュタット・アン・デア・ヴァインシュトラーセ
シュパイアー
ヴォルムス
ライン＝プファルツ郡
バート・デュルクハイム郡
ゲルマースハイム郡
ズュートリヒェ・ヴァインシュトラーセ郡

## 経済
ヨーロッパ大都市帯の、フランクフルト・ライン＝マイン広域連合とシュトゥットガルトの中間に位置し、全方面への交通の便がよいという地理条件は、大変に魅力的な環境である。このため、この産業集中地域にはいくつかの大規模な工業およびサービス業の企業が拠点を構えている。たとえば、ルートヴィヒスハーフェン・アム・ラインのBASF、マンハイムのダイムラー、John Deere（トラクタ製造）、アセア・ブラウン・ボベリ、ハイデルベルクのHeidelberger Druckmaschinen（印刷機）、HeidelbergCement（セメント製造）、ヴァルドルフのSAP、エッペルハイムのRudolf Wild GmbH & Co. KG（香料）、ヴィースロッホのMLP AG（保険会社）、ヴァインハイムのフロイデンベルク企業複合体などがある。この地域の失業率は、2007年10月現在、5.7%である。